# Nadežda Gernet
Nadeschda Gernet, in russo Надежда Николаевна Гернет?, Nadežda Nikilaevna Gernet, (Ul'janovsk, 18 aprile 1877 – 1º gennaio 1943), è stata una matematica russa, poi sovietica.
Gernet fu la seconda donna a conseguire un dottorato in Russia. Estese il calcolo delle variazioni ad altre funzioni basandosi sul lavoro del suo istruttore, David Hilbert, e fu una delle prime a includere le disuguaglianze nel calcolo delle variazioni.

## Vita e carriera
Gernet nacque a Simbirsk, nell'Impero russo  (oggi Ulyanovsk). Era la figlia del consigliere di Stato Nikolai v. Gernet e di sua moglie Nadezhda.
Nella primavera del 1894, ottenne il diploma presso il liceo di Simbirsk con una medaglia d'oro. Quell'autunno, iniziò gli studi presso l'Università femminile di San Pietroburgo, dove frequentò corsi di scienze e matematica. Fu la prima a ottenere una laurea all'Università femminile di Pietroburgo. I suoi interessi accademici includevano, ma non erano limitati a, matematica, astronomia e fisica.
Nel 1902, ricevette il dottorato di ricerca per la sua tesi Untersuchung zur Variationsrechnung (Su un nuovo metodo nella variazione del calcolo), scritta all'Università di Gottinga in Germania. Dopo Anne Bosworth, fu la seconda dottoranda a studiare sotto la guida di David Hilbert.  Nella sua tesi, Gernet estese il calcolo delle variazioni, e generalizzò il teorema di indipendenza di Hilbert al caso di due funzioni incognite. Avendo difeso con successo la sua tesi, Gernet divenne la seconda donna russa a conseguire un dottorato. Il suo lavoro venne indicizzato nel primo volume del Catalogo Internazionale della Letteratura Scientifica nello stesso anno.
Poiché il suo dottorato tedesco non venne riconosciuto in Russia, nel 1915 Gernet presentò la sua tesi Sui problemi fondamentali più semplici del calcolo delle variazioni all'Università di Mosca allo scopo di ottenere una laurea magistrale russa, la quale le avrebbe consentito di accettare una posizione universitaria. Gernet incluse un riassunto dei risultati passati nel campo del calcolo delle variazioni e fu la prima a tentare l'inclusione delle disuguaglianze nel calcolo delle variazioni.

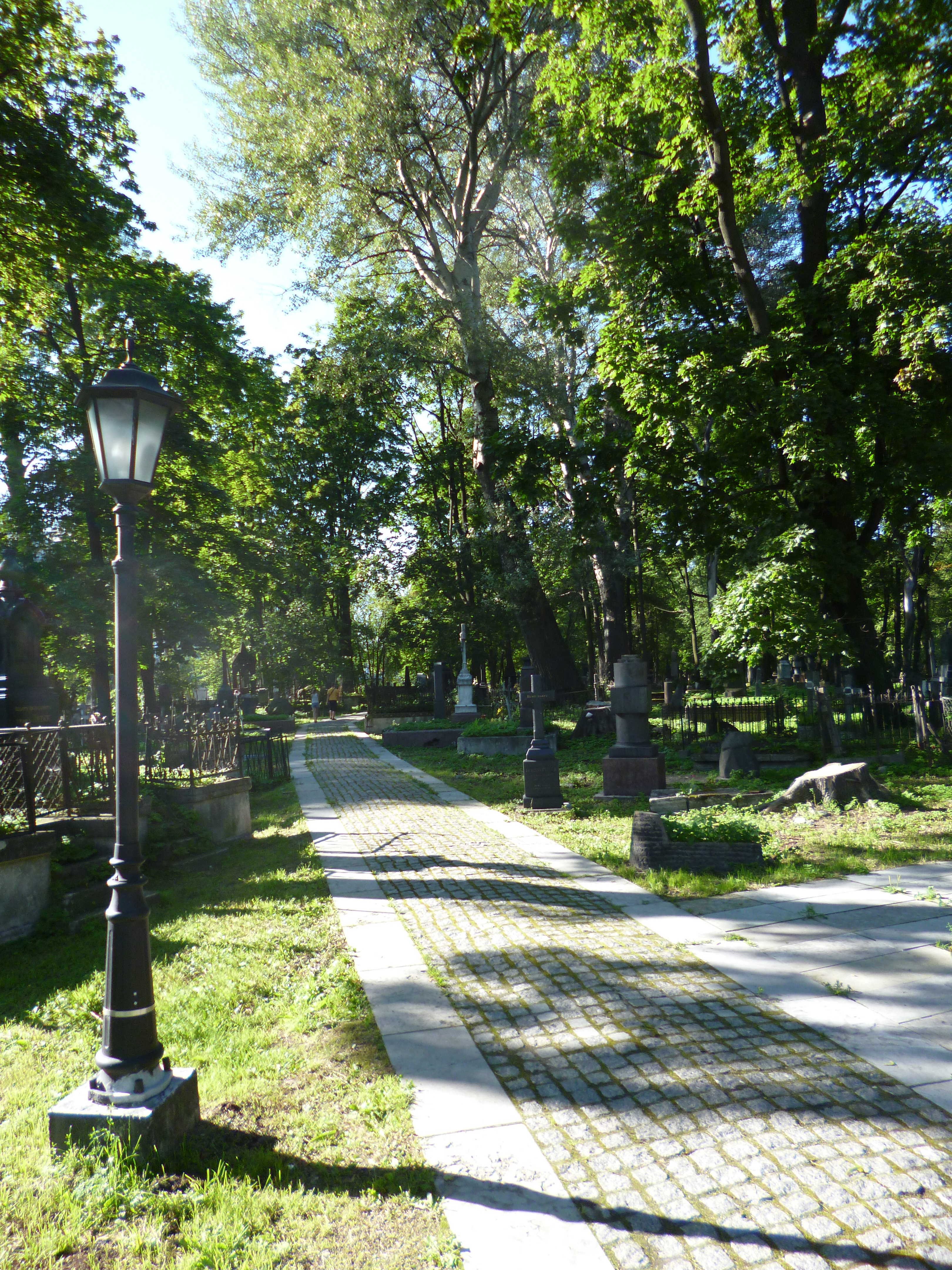
Cimitero luterano di Smolensky

Dopo aver difeso la sua tesi di laurea magistrale e aver ottenuto la laurea con risultati eccellenti presso l'Università di Mosca, Gernet iniziò la sua carriera di insegnante presso l'Università statale di San Pietroburgo, dove insegnò fino al 1929. Il suo curriculum si concentrava sull'istruzione delle studentesse nei corsi superiori femminili. Poco dopo, iniziò a insegnare presso l'Istituto Politecnico di Leningrado. Il 1° gennaio 1943, Gernet morì a San Pietroburgo durante i blocchi dell'assedio di Leningrado e fu sepolta nel cimitero luterano di Smolensky .
Le pubblicazioni di Gernet suscitarono nuove discussioni e il suo lavoro incoraggiò un ulteriore sviluppo nel calcolo delle variazioni.

## Pubblicazioni
- Su un nuovo metodo nella variazione del calcolo[5]
- Sui problemi fondamentali più semplici del calcolo delle variazioni[4]